# Sinners' Holiday
Sinners' Holiday, är en amerikansk svartvit film från 1930.

## Om filmen
Sinners' Holiday regisserades av John G. Adolfi och baseras på Marie Baumers pjäs Penny Arcade. Arbetsnamn för filmen var Penny Arcade och Women in Love. Det var James Cagneys debutfilm, både han och Joan Blondell hade gjort samma roller i Broadwayuppsättningen av pjäsen som de gjorde i filmen. Filmen floppade då den visades på biograferna.[källa behövs]

## Rollista (urval)
- Grant Withers - Angel Harrigan
- Evalyn Knapp - Jennie Delano
- James Cagney - Harry Delano
- Lucille La Verne - Ma Delano
- Noel Madison - Buck Rogers
- Otto Hoffman - George
- Warren Hymer - Mitch McKane
- Ray Gallagher - Joe Delano
- Joan Blondell - Myrtle